# Jeremy Thompson
(en) Statistiques sur pro-football-reference
Jeremy Cam Thompson (né le 9 octobre 1985 à Voorhees Township) est un joueur américain de football américain évoluant au poste de defensive end. Il est agent libre depuis le 26 avril 2010.

## Enfance
Thompson joue au football dans son lycée le Charlotte Christian School. Dès lors, il se fait remarquer en étant classer 40e au niveau national des espoirs au poste de Defensive end par le site rivals.com.

## Carrière

### Université
Lors de ses quatre saisons avec Wake Forest, il joue 32 des 46 matchs de l'équipe, effectuant un record de 112 tacles et 8.5 sacks pour l'université.
Lors de sa première saison à l'université, il débute trois matchs sur onze et effectue quinze tacles. En 2005, il se blesse au genou, le faisant rater les trois derniers matchs de la saison. En 2006, il joue quatorze matchs mais en commence huit du fait d'une blessure à l'épaule subie contre l'université du Maryland.

### Professionnel
Thompson est drafté lors du quatrième tour du draft de la NFL de 2008 au 102e choix par les Packers de Green Bay. Il fait neuf matchs lors de la saison 2008 (débutant trois matchs), effectuant trois tacles. En 2009, il débute seulement six matchs du fait d'une blessure au cou et est mis le 30 décembre 2009 sur la liste des blessés.
Le 26 avril 2010, il quitte les Packers pour des raisons de santé mais n'en dit pas davantage.

## Vie privée
En mars 2010, il se marie avec sa camarade d'université Mitchell et vit aujourd'hui en Caroline du Nord.